# Premierzy Mołdawii

## Mołdawska Republika Demokratyczna

### Przewodniczący Rady Generalnej Dyrektorów
| # | Imię i Nazwisko               | Portret | Kadencja         | Kadencja         | Partia polityczna | Partia polityczna | Rząd |
| # | Imię i Nazwisko               | Portret | Od               | Do               | Partia polityczna | Partia polityczna | Rząd |
| - | ----------------------------- | ------- | ---------------- | ---------------- | ----------------- | ----------------- | ---- |
| 1 | Pantelimon Erhan (1884–1971)  |         | 20 grudnia 1917  | 26 stycznia 1918 |                   | SR                | •    |
| 2 | Daniel Ciugureanu (1884–1950) |         | 29 stycznia 1918 | 21 kwietnia 1918 |                   | MNP               | •    |
| 3 | Petru Cazacu (1873–1956)      |         | 22 kwietnia 1918 | 12 grudnia 1918  | •                 | MNP               |      |

## Republika Mołdawii

### Premierzy
tymczasowy premier
| #  | Imię i Nazwisko               | Portret          | Kadencja             | Kadencja             | Partia polityczna | Partia polityczna | Rząd        |
| #  | Imię i Nazwisko               | Portret          | Od                   | Do                   | Partia polityczna | Partia polityczna | Rząd        |
| -- | ----------------------------- | ---------------- | -------------------- | -------------------- | ----------------- | ----------------- | ----------- |
| 1  | Valeriu Muravschi (1949–2020) |                  | 27 sierpnia 1991     | 1 lipca 1992         |                   | FPM               | •           |
| 2  | Andrei Sangheli (ur. 1944)    |                  | 1 lipca 1992         | 5 kwietnia 1994      |                   | PAM               | 1           |
| 2  | Andrei Sangheli (ur. 1944)    | 5 kwietnia 1994  | 24 stycznia 1997     | 2                    |                   | PAM               |             |
| 3  | Ion Ciubuc (1943–2018)        |                  | 24 stycznia 1997     | 22 maja 1998         |                   | ADR               | 1           |
| 3  | Ion Ciubuc (1943–2018)        | 22 maja 1999     | 1 lutego 1999        | 2                    |                   | ADR               |             |
| —  | Serafim Urechean (ur. 1950)   |                  | 5 lutego 1999        | 2                    | 17 lutego 1999    |                   | Bezpartyjny |
| 4  | Ion Sturza (ur. 1960)         |                  | 12 marca 1999        | 12 listopada 1999    |                   | ADR               | •           |
| 5  | Dumitru Braghiș (ur. 1957)    |                  | 21 grudnia 1999      | 19 kwietnia 2001     |                   | Bezpartyjny       | •           |
| 6  | Vasile Tarlev (ur. 1963)      |                  | 19 kwietnia 2001     | 19 kwietnia 2005     |                   | PKRM              | 1           |
| 6  | Vasile Tarlev (ur. 1963)      | 19 kwietnia 2005 | 31 marca 2008        | 2                    |                   | PKRM              |             |
| 7  | Zinaida Greceanîi (ur. 1956)  |                  | 31 marca 2008        | 10 czerwca 2009      | 1                 | PKRM              |             |
| 7  | Zinaida Greceanîi (ur. 1956)  | 10 czerwca 2009  | 14 września 2009     | 2                    |                   | PKRM              |             |
| —  | Vitalie Pîrlog (ur. 1974)     |                  | 14 września 2009     | 2                    | 25 września 2009  | PKRM              |             |
| 8  | Vlad Filat (ur. 1969)         |                  | 25 września 2009     | 14 stycznia 2011     |                   | PLDM              | 1           |
| 8  | Vlad Filat (ur. 1969)         | 14 stycznia 2011 | 25 kwietnia 2013     | 2                    |                   | PLDM              |             |
| 9  | Iurie Leancă (ur. 1963)       |                  | 31 maja 2013         | 18 lutego 2015       |                   | PLDM              | •           |
| 10 | Chiril Gaburici (ur. 1976)    |                  | 18 lutego 2015       | 22 czerwca 2015      |                   | PLDM              | •           |
| —  | Natalia Gherman (ur. 1969)    |                  | 22 czerwca 2015      | 30 lipca 2015        |                   | PLDM              | •           |
| 11 | Valeriu Streleț (ur. 1970)    |                  | 30 lipca 2015        | 30 października 2015 | PLDM              | •                 |             |
| —  | Gheorghe Brega (ur. 1951)     |                  | 30 października 2015 | 20 stycznia 2016     |                   | •                 | PL          |
| 12 | Pavel Filip (ur. 1966)        |                  | 21 stycznia 2016     | 8 czerwca 2019       |                   | PDM               | •           |
| 13 | Maia Sandu (ur. 1972)         |                  | 8 czerwca 2019       | 14 listopada 2019    |                   | PAS               | •           |
| 14 | Ion Chicu (ur. 1972)          |                  | 14 listopada 2019    | 31 grudnia 2020      |                   | Bezpartyjny       | •           |
| —  | Aureliu Ciocoi (ur. 1968)     |                  | 31 grudnia 2020      | 6 sierpnia 2021      |                   | Bezpartyjny       | •           |
| 15 | Natalia Gavrilița (ur. 1977)  |                  | 6 sierpnia 2021      | 16 lutego 2023       |                   | PAS               | •           |
| 16 | Dorin Recean (ur. 1974)       |                  | 16 lutego 2023       | nadal                | •                 | PAS               |             |